# Iveta Grigule

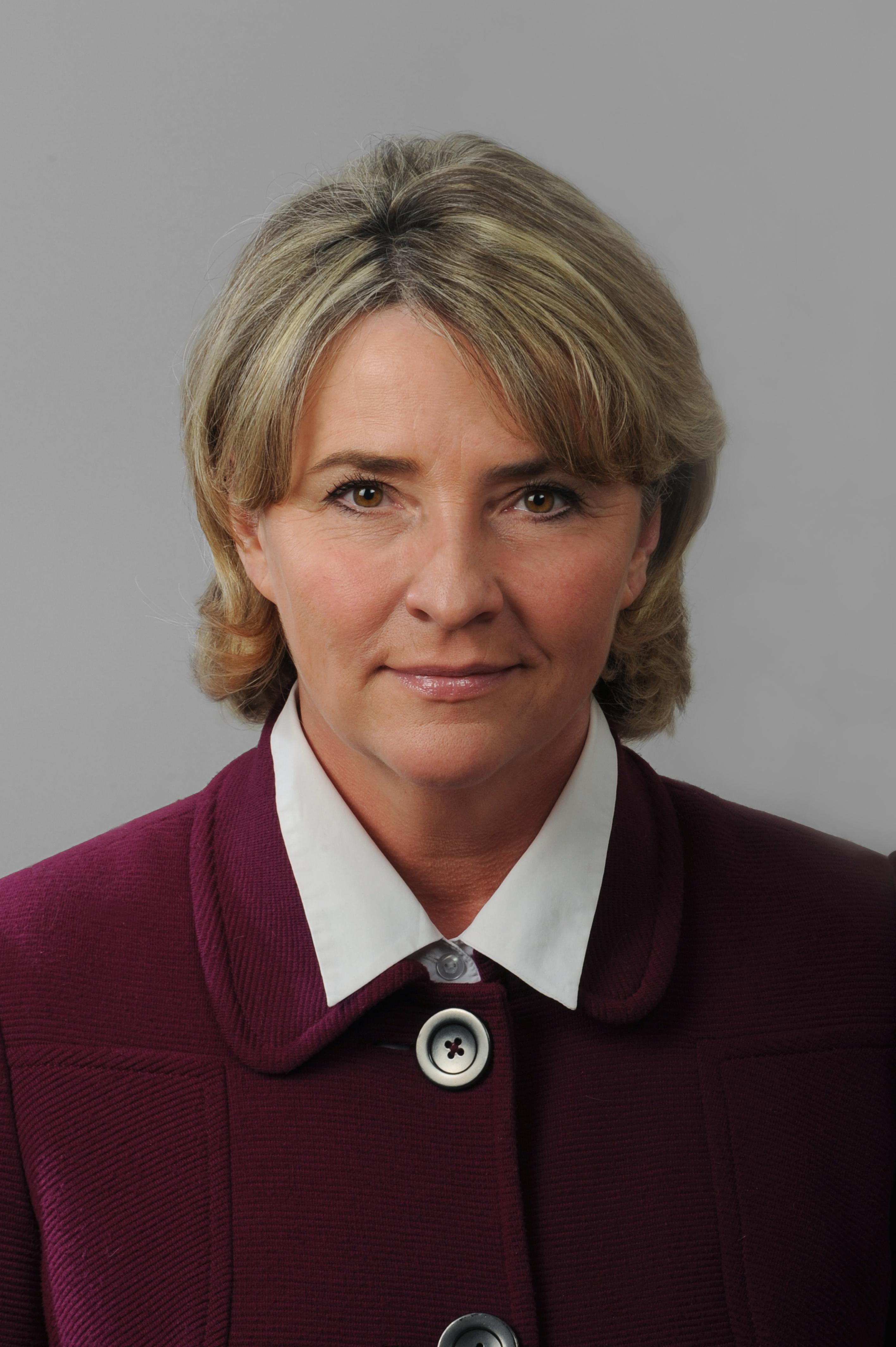
Iveta Grigule

Iveta Grigule (* 30. September 1964 in Riga) ist eine lettische Politikerin der Latvijas Zemnieku savienība (Bauernverband Lettlands).

## Leben
2013 trat Grigule der Partei Latvijas Zemnieku savienība bei; zuvor war sie Mitglied der lettischen Grünen – beide Parteien arbeiten im Bündnis Zaļo un Zemnieku savienība zusammen. 2010 gelang Grigule der Einzug als Abgeordnete in die Saeima; sie wurde 2013 als unabhängige Kandidatin erneut in die Saeima wiedergewählt. 2014 gelang es Grigule, bei der Europawahl in Lettland 2014 als Abgeordnete in das Europäische Parlament einzuziehen. Grigule schloss sich der Fraktion EFDD an. Nachdem sie im Oktober 2014 aus der Fraktion ausgetreten war, verlor jene vorübergehend den Fraktionsstatus im Europaparlament. Grigule war seit 2013 Mitglied der EU-skeptischen Europeans United for Democracy.